# Ružica grad
Ružica grad ili Velika utvrda Orahovica je najveći sačuvani utvrđeni grad u Slavoniji i jedan od najvećih u Hrvatskoj. Ruševine ove utvrde svjedoče o razvijenoj kulturi u regiji od srednjeg vijeka do početka 21 stoljeća. 

## Osobine
Ružica grad je istodobno bio i utvrda, grad (u nazivlju na njemačkom: Burg), dvorac (Schloss) i tvrđava (Festung). Stoljećima ju se je nadograđivalo. Nije čisto Grad, jer ne postoje cjelokupni sustavi koji bi ga činili gradom. Nije dvor zbog toga što je izrazito obrambene namjene. Imala je više tornjeva, kula i bastiona te obrambenu crkvu (u njemačkom nazivlju Wehrkirche). Djelimice je oplemenjena umjetničkim elementima stare arhitekture.

## Lokacija
Ružica grad se nalazi na sjeveroistočnom obronku Papuka (418 m) iznad sela Duzluka, nekoliko kilometara od grada Orahovice. Dvorac je bio strateški vrlo važan jer je imao veliki dio dravskog toka pod kontrolom. U neposrednoj blizini je cesta Kutjevo – Orahovica, koja povezuje dolinu Drave s Požeškom kotlinom.

## Ime
Ime Ružica grad nije u potpunosti istraženo. Neki povjesničari ga povezuju s imenom sela Duzluk (tur. duzem – cvijeće, divlja ruža). Ruža je tada služila kao djevojački nakit. Drugi ga spajaju s mađarskim imenom srednjovjekovnog grada Orahovice ( "Raholcza"), u čijem je posjedu dvorac bio u srednjem vijeku.

## Povijest
Prvi pisani spomen Orahovice datira iz 1228. godine, a povijesni spomen samog dvorca datira iz 1357. godine  (kao kraljevska imovina). 
Do 1543. Ružica grad je u rukama raznih velikaša, kao što su Nikola Kont Orahovički (vjerojatni naručitelj izgradnje) i Lovro Iločki iz velikaške obitelji Iločki, zatim Ladislav Više, braća Pomanicki i drugi. U vrijeme Lovre Iločkog je bila važnim vojno-političkim objektom, zajedno s trgovištem (oppidum).
Pod turskom vlašću (1543. – 1687.) dvorac je bio sjedište turskih trupa. 
Početkom 18. stoljeća Ružica grad gubi na važnosti, kao većina srednjovjekovnih utvrđenja.
Od 18. do 20. stoljeća često je mijenjao vlasnike (barun Cordua, barun Fleischmann, grofovi Pejačevići, Dimitrije Mihalović, barun Gutman i dr.)
Postojalo je pogrešno vjerovanje da su joj vlasnici bili Horvati (litvanski) zbog sličnosti imena posjeda koje su isti bili dobili (Rohovcz, Orihovcz).

## Izlošci
Arheološki nalazi s ove lokacije izloženi su u Gradskom muzeju u Orahovici.

## Vanjske poveznice
- Krndija i Papuk Fotografije
- Legende o Ružici-gradu (video)
- Ružica grad Hrvatska tehnička enciklopedija, portal hrvatske tehničke baštine. LZMK

|  | Zajednički poslužitelj ima još gradiva o temi Ružica grad |